# Karmsundet

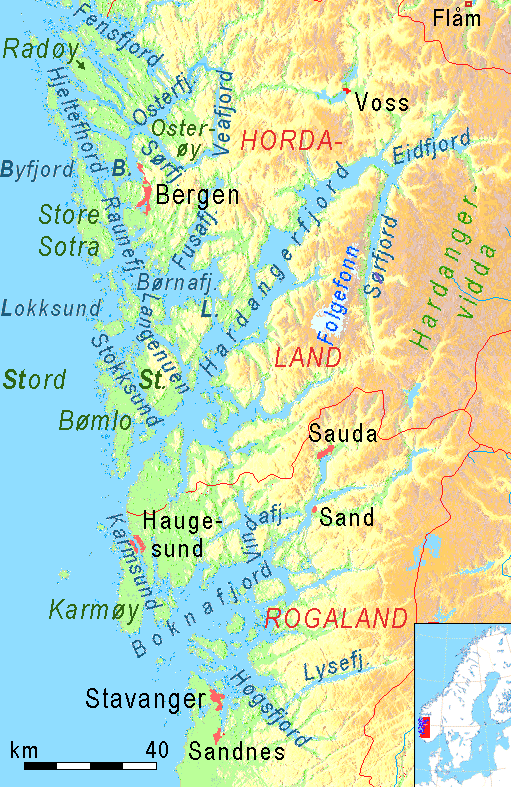
Karmsundet går mellam Hardangerfjorden och Boknafjord.

Karmsundet är ett sund mellan ön Karmøy och fastlandet i Karmøy kommun och Bokn kommun, Rogaland. Sundet sträcker i nord-sydlig riktning från Hardangerfjorden till Boknafjord och är cirka 30 km långt, smalast i norr, där Karmsundsbron förbinder Karmøy med fastlandet. I söder är sundet upp till 4 km brett mellan Karmøy och Vestre Bokn. Karmsundet är en viktig farled, den enda farleden inomskärs på denna sträcka. Det är den sydligaste delen av den långa farleden inomskärs längs norska kusten. Längre söderut finns ingen skärgård så farleden går över öppet hav. Vid nordänden av sundet ligger Haugesund. På Karmøysidan finns flera tätorter. Den viktigaste är Kopervik.